# Friedrich Lichthardt
Friedrich Gottlieb Lichthardt (auch: Friedrich Lichthardt und Liethhardt; * 1800 in Pattensen; † 1858) war ein deutscher Bildhauer.

## Leben und Werk
Der noch zur Zeit des Kurfürstentums Braunschweig-Lüneburg im Jahr 1800 in Pattensen geborene Bildhauer Friedrich Gottlieb Lichthardt war zur Zeit des Königreichs Hannover in nicht unerheblichem Maß am Umbau des Leineschlosses beteiligt. Ähnlich wie die Bildhauer oder Steinmetzen Johann Friedrich Hägemann, August Hengst und Ludwig Täger wurde Lichthardt bei Abrechnungen für die Schlossbaukosten mit einem größeren Betrag aufgeführt, wie ihn auch andere Beteiligte für die prunkvolle Ausgestaltung des Schlosses in Rechnung stellen konnten.
Bei der vierten allgemeinen Gewerbeausstellung im Königreich Hannover im Jahr 1844 erhielt Lichthard als Teilnehmer eine „ehrenvolle Erwähnung“ für seine vier ausgestellten Werke, darunter ein Dreifuß-Tisch mit einer Platte aus Jacaranda-Holz mit Verzierungen aus lackiertem „carton-pierre“ für 45 Reichstaler. Auch Spiegel mit von Lichthardt braun lackiertem Rahmen und vergoldeter Blätterkante fanden in einer Nachschau des Gewerbevereins für das Königreich Hannover Beachtung.
Das Adreßbuch der königlichen Haupt- und Residenzstadt Hannover für das Jahr 1852 verzeichnete den Wohnsitz Lichthardts in der Köbelingerstraße 15.
Zum Jahresende 1852 und zum Abschluss der Bauarbeiten des von Georg Ludwig Friedrich Laves entworfenen Königlichen Hoftheaters in der Residenzstadt Hannover erhielt „Liethardt“ als Bildhauer einen Kontrakt für die Anfertigung der Gipsstatuen auf der Brüstung des Vorbaus des Opernhauses.